# Ctenomys contrerasi
El tuco-tuco de Contreras (Ctenomys contrerasi) es una especie de roedor del género Ctenomys, ubicado en la familia de los tenómidos. Habita en el sur del Cono Sur de Sudamérica.

## Taxonomía
Esta especie fue descrita originalmente en el año 2020 por los zoólogos Pablo Teta y Guillermo D’ Elía.
Localidad tipo
La localidad tipo referida es: “Estancia El Desempeño, junto a la Ruta Provincial 2, 33 km al este de la Ruta Nacional 3, en las coordenadas: -42.51079, -64.7471, en el departamento Biedma, Chubut, Argentina”.
Holotipo
El ejemplar holotipo designado es el catalogado como: CFA-MA 11853 (C-05417) —número original de campo de los colectores 485—; se trata de la piel, el cráneo y parte del esqueleto de una espécimen adulta hembra, que fue capturada el 28 de marzo de 1999, por Mabel D. Giménez, Claudio J. Bidau, Dardo A. Marti y Martín A. Montes. Fue depositada en la Colección de Mastozoológica Félix de Azara (CFA-MA), ubicada en la ciudad de Buenos Aires, Argentina.
Etimología
Etimológicamente, el término genérico Ctenomys se construye con palabras del idioma griego, en donde: kteis, ktenos significa ‘peine’ y mys es ‘ratón’, en relación con una serie de singulares pelos, rígidos, duros y cortos, que la especie tipo del género exhibe en la parte superior de la base de las uñas de las patas traseras.
El epíteto específico contrerasi es un epónimo genitivo singular, que refiere al apellido de la persona a quien fue dedicada, el mastozoólogo y ornitólogo argentino Julio Rafael Contreras, quien dedicó más de 45 años de su vida al estudio de la taxonomía, la sistemática y la biogeografía del Ctenomys, describiendo más de una docena de nuevas especies de este complejo género; además, fue uno de los autores del primer intento de abarcar su historia evolutiva completa, proponiendo una hipótesis general sobre su diversificación.

## Caracterización y relaciones filogenéticas
Ctenomys contrerasi fue reconocido como resultado de análisis filogenéticos de secuencias de ADN, evaluación de la morfología (cualitativa y cuantitativa) y datos cariológicos publicados previamente. Pertenece al “grupo de especies Ctenomys magellanicus”. Respecto a los restantes integrantes del grupo, C. contrerasi es de tamaño mediano a pequeño; tiene el esperma asimétrico. Posee moderada diferenciación entre la coloración dorsal (amarronada-olivácea a rojiza-olivácea) y ventral (olivácea clara con gris en la base de los pelos). La sutura pre-maxilo-frontal se ubica ligeramente o bien detrás de la sutura naso-frontal; el interparietal está fusionado; los arcos cigomáticos son delgados a moderadamente robustos; el foramen incisivo es moderadamente largo y angosto; la abertura inter-premaxilar es pequeña o grande; las bullas auditivas son infladas y piriformes; los procesos para-occipitales tienen forma de gancho. La fórmula cariotípica es 2N = 38, FN= 42 (Estancia El Desempeño) o FN= 52 (RN 3, km 1430).
Subdivisión
Esta especie se compone de 2 subespecies:
- Ctenomys contrerasi contrerasi Teta, & D’ Elía, 2020
- Ctenomys contrerasi navonae Teta, & D’ Elía, 2020

## Distribución geográfica, hábitat y estado de conservación
Esta especie de roedor es endémico de la provincia argentina de Chubut, en el centro-norte de la región patagónica de ese país. Tiene una distribución aparentemente disyunta, con 2 áreas principales separadas por un hiato de unos 335 km en donde no se han detectado ejemplares de este tuco-tuco. La primera de ellas está compuesta por las poblaciones que habitan en 4 localidades cercanas a la costa atlántica, situadas en la franja que se extiende entre el istmo Ameghino por el norte y el río Chubut por el sur. La otra gran área se compone de 2 poblaciones que habitan en la región centro-oeste de la provincia, al sur del río Chubut.